# Kai Miki
Kai Miki (japanisch 三鬼 海 Miki Kai; * 19. April 1993 in Kuwana) ist ein japanischer Fußballspieler.

## Karriere
Miki erlernte das Fußballspielen in der Jugendmannschaft von Nagoya Grampus. Seinen ersten Vertrag unterschrieb er 2011 beim FC Machida Zelvia. Der Verein aus Machida, einer Stadt in der Präfektur Tokio, spielte in der dritthöchsten Liga des Landes, der Japan Football League. Am Ende der Saison 2011 stieg der Verein als Tabellendritter in die J2 League auf. Am Ende der Saison 2012 stieg der Verein wieder in die Japan Football League ab. 2015 wurde er von Machida an den Zweitligisten V-Varen Nagasaki ausgeliehen. Für den Verein aus Nagasaki absolvierte er 27 Ligaspiele. 2016 kehrte er nach der Ausleihe zum FC Machida Zelvia zurück. 2017 wechselte er in die Präfektur Kumamoto zum Ligakonkurrenten Roasso Kumamoto. Für Roasso absolvierte er 21 Zweitligaspiele. Der Ligakonkurrent Montedio Yamagata nahm ihn Anfang 2018 unter Vertrag. Die Saison 2021 lieh ihn sein ehemaliger Verein FC Machida Zelvia aus. Für Machida absolvierte er 35 Zweitligaspiele. Nach der Ausleihe wurde er am 1. Februar 2022 fest von Machida unter Vertrag genommen. Am Ende der Saison 2023 feierte er mit Machida die Zweitligameisterschaft sowie den Aufstieg in die erste Liga.

## Erfolge
FC Machida Zelvia
- Japanischer Zweitligameister: 2023  ▲